# Trimorus autumnalis
Trimorus autumnalis är en stekelart som först beskrevs av Thomson 1859.  Trimorus autumnalis ingår i släktet Trimorus, och familjen gallmyggesteklar. Arten är reproducerande i Sverige.